# Айгюн, Гюзиде Сабри
Гюзиде Сабри Айгюн (тур. Güzide Sabri Aygün, 1886—1946) — османская и турецкая писательница, одна из первых писательниц Османской империи

## Биография
Родилась в 1886 году в Стамбуле. в семье чиновника османского министерства юстиции Салиха-решата и его жены Нигяр. У неё было две сестры Фатьма Алие и Эмине Семие. Выросла в стамбульском квартале Чамлыджа. После того, как её отец впал в немилость, семья Айгюн была вынуждена переехать из Стамбула в Анатолию.
Ещё будучи молодой, была выдана замуж за Ахмета Сабри Айгюна.
Получила домашнее образование. Благодаря одному из своих частных учителей, Ходже Тахиру Эфенди, увлеклась литературой. Писать начала ещё в молодости. Впрочем, увлечения девушки не нашли понимания: ей посоветовали оставить написание стихов и углубиться в изучение религии. Вопреки оказываемому на неё давлению в 1899 году Айгюн написала свой первый роман, получивший название «Мюневвер», произведение было посвящено памяти подруги, умершей от туберкулёза. Роман был издан в газете «Hanımlara Mahsus» и получил признание критиков. В 1901 году роман был издан в виде книги и переведён на сербский язык.
Муж Гюзиде был недоволен её известностью, он даже взял с неё обещание не писать литературных произведений после их свадьбы. Обучавшие Гюзиде частные учителя, также были против её писательской карьеры. Вследствие этого, Гюзиде была вынуждена писать втайне от окружающих по ночам. Вскоре после замужества Гюзиде её муж умер.
Гюзиде получила известность как одна из первых писательниц Турции, но впоследствии оказалась забыта.
Умерла в 1946 году в иле Гиресун.

## Творчество
Большинство произведений Гюзиде повествуют о молодых женщинах родом из благородных семей, её героинь преследуют семейные трагедии, несчастная любовь и смерть от туберкулёза. Наиболее известным её произведением является роман «Письма мёртвой женщины». Он был дважды экранизирован, в 1956 и 1969 годах. Первый фильм, снятый Метином Эрксаном, несёт феминистический посыл, второй представляет собой обычную романтическую историю.
Всего из под пера Гюзиде вышли 8 романов и один сборник рассказов.